# Imperialism II: The Age of Exploration
Imperialism II: The Age of Exploration es un videojuego de estrategia por turnos desarrollado por Frog City Software y publicado por Strategic Simulations y Mindscape para Microsoft Windows y Mac OS. Fue lanzado entre abril y octubre de 1999 en América del Norte. Es la secuela del videojuego Imperialism de 1997. En The Age of Exploration, el jugador comienza la partida como el mandatario de una potencia europea del siglo XVI y debe construir una civilización dominante en el mundo. Desde el 10 de enero de 2001, Ubisoft posee la licencia de toda la serie Imperialism.

## Sistema de juego
Imperialism II: The Age of Exploration es un videojuego de construcción de imperios, en el que el jugador debe centrarse en cuatro vertientes de juego para optar a la victoria: la exploración del mapa, la expansión del imperio, su correcta explotación y el desempeño militar. El jugador podrá comenzar la partida como líder de uno de los seis «grandes poderes» (España, Francia, Holanda, Inglaterra, Portugal y Suecia). La condición de victoria, al igual que en la entrega precedente, es el apoyo de al menos dos tercios de las naciones existentes en el mundo, siendo de gran importancia el trato con los «pequeños poderes», naciones de menor tamaño con las que el jugador podrá interactuar de forma amistosa o bélica.
The Age of Exploration se enfoca fundamentalmente en el aspecto económico, mediante el desarrollo del concepto de productividad de la fuerza laboral y el terreno: mediante la inversión, la investigación y la educación, se pueden mejorar las habilidades de los trabajadores y sus formas de organización, haciendo crecer la producción tanto de materias primas como de bienes manufacturados por parte de cada trabajador. El videojuego cuenta con distintas interfaces para controlar conceptos económicos como el transporte de recursos, fabricación de productos a partir de la materia prima o compra-venta de recursos, y diplomáticos, como gestión de guerras, alianzas y pactos de no agresión. En la interfaz principal se muestran la zona visible del mapamundi junto con las unidades, ciudades y líneas de ferrocarril.
La principal diferencia con Imperialism es la introducción de la colonización del Nuevo Mundo, que debe ser explorado y posee recursos que no se encuentran en el Viejo Mundo, ya explorado y conquistado por las naciones europeas. En el Nuevo Mundo se pueden obtener recursos especiales como de azúcar, tabaco y especias. También se puede negociar con las tribus aborígenes para la obtención de materia prima sin el coste que conlleva la creación de infraestructura propia. Otro cambio que se produjo fue la reducción de los tipos de unidades específicas para la construcción de edificios a solo dos (los ingenieros, que construyen las líneas ferroviarias y los constructores, que construyen el resto de los edificios). En el análisis realizado por la revista web IGN, se destaca la complejidad con la que se abordan los conceptos en el videojuego.